# Батальонная тактическая группа
Батальонная тактическая группа (БТГ) — в Вооружённых силах Российской Федерации общевойсковое манёвренное соединение, дислоцированное и находящееся в высокой степени боеготовности.
БТГ обычно состоит из мотострелкового батальона в составе двух — четырёх рот, усиленных подразделениями ПВО, артиллерии, инженерии и тылового обеспечения, сформированными из гарнизонной армейской бригады. Обычно группировка также усилена танковой ротой и реактивной артиллерией. БТГ составляли основу наступательных сил Донецкой и Луганской Народных Республик во время Войны на Донбассе, а также России в ходе военного вторжения на Украину.
По словам Министра обороны России Сергея Шойгу, по состоянию на август 2021 года в России насчитывалось около 170 БТГ. Каждая БТГ насчитывает примерно 600—800 офицеров и солдат, из которых около 200 пехотинцев, и оснащена транспортными средствами, обычно включающими 10 танков и 40 боевых машин пехоты:pp. 11–13.

## История

### Возникновение
Ещё во время Второй мировой войны Рабоче-крестьянская Красная армия экспериментировала с общевойсковыми батальонами из 1—2 танковых рот, 1—2 пехотных рот и артиллерийской батареи для использования в качестве гибкого и быстрого подразделения для манёвренного боя. Однако ориентация на гибкость на оперативном уровне и жёсткость на тактическом уровне, а также отсутствие профессиональных унтер-офицеров, необходимых для такой модели, препятствовали формированию подобных подразделений в советское время. Отсутствие постоянных воинских частей, которые можно было быстро развернуть без крупной мобилизации резервистов, оказалось проблемой на протяжении всей советской эпохи, особенно во время развёртывания группировки советских войск в Афганистане. Батальонные тактические группы впервые были замечены в Советской армии во время войны в Афганистане как целесообразный способ создания небольших боеспособных сил быстрого развёртывания.
Временные батальонные тактические группы формировались в российской армии в связи с нехваткой живой силы и техники для выставления бригад и дивизий в полном составе во время первой и второй чеченских войн, а также войны в Грузии в августе 2008 года. После 2008 г. Минобороны объявило, что намерено реформировать российскую армию путём создания бригад «постоянной готовности», однако после того, как в ноябре 2012 г. Анатолий Сердюков был уволен с поста министра обороны и заменён Шойгу, реформа была отложена в пользу формирования БТГ «постоянной готовности» в составе гарнизонных бригад. Планировалось, что они на 100 % будут укомплектованы военнослужащими-контрактниками. По словам источников, цитировавшихся российским агентством «Интерфакс», причиной этого стала нехватка личного состава для формирования бригад в полном составе.
К 2022 году обычно мотострелковая бригада выделяет одну или две батальонные тактические группы для действий за пределами России. Они состоят только из солдат-контрактников, а солдаты-срочники остаются в месте постоянной дислокации бригады. Каждая батальонная тактическая группа состоит из сводного мотострелкового батальона, сводной танковой роты, артиллерийских подразделений, батареи ЗРК «Панцирь-С1» и подразделений обеспечения.

### Война на Украине
В сообщениях о боевых действиях на Донбассе, цитируемых в выпуске американского военного журнала Armor за июль — сентябрь 2016 года, БТГ указывалось как преобладающая форма организации подразделений Донецкой и Луганской Народных Республик. В состав этих БТГ входили танковая рота, три мотострелковые роты, две противотанковые роты, две-три артиллерийские батареи и две батареи ПВО. Обычно в БТГ была организована половина техники и личного состава развертываемой бригады, треть личного состава БТГ составляли солдаты-контрактники.
Бои с участием БТГ в войне на Донбассе включали битву за Мариуполь, битву за Донецкий аэропорт и битву за Дебальцево.
После войны на Донбассе в 2016 году начальник Генерального штаба России Валерий Герасимов объявил о планах к 2018 году увеличить количество БТГ с 96 до 125. При этом Герасимов также заявил, что к 2018 году БТГ будут укомплектованы преимущественно контрактниками. К сентябрю 2018 года Герасимов утверждал, что у России есть 126 «постоянно боеспособных» БТГ. Шесть месяцев спустя, в марте 2019 года, Шойгу, обращаясь к нижней палате российской Думы, заявил, что у России 136 БТГ, а к августу 2021 года утверждал, что у России около 170 БТГ.
Во время эскалации напряженности между Россией и Украиной в марте — апреле 2021 года официальные лица США подсчитали, что к границе с Украиной переместились около 48 российских БТГ, в то время как официальные лица Украины оценили их количество в 56. Во время напряжённости на границе между Россией и Украиной в конце 2021 года официальные лица США подсчитали, что к январю 2022 года российское развертывание против Украины достигнет 100 БТГ, а в декабре 2021 года составляло около 50 БТГ.
При вторжении на Украину 24 февраля 2022 года ВС РФ выставили 125 батальонных тактических групп общей численностью приблизительно 125 тысяч человек. Что составляло 80 % наземных боевых сил России.

## Преимущества и недостатки
Сочетание различных систем вооружения, в том числе тяжелых, на низком организационном уровне позволяет легче наносить удары тяжелой артиллерии и делает их доступными для тактического применения. В российской армии бригада может выставить до двух БТГ.
Однако относительная нехватка личного состава БТГ (они дислоцируются примерно с 200 пехотинцами) делают её зависимой от прокси-войск и военизированных формирований (таких как народная милиция Луганской и Донецкой народных республик) для обеспечения безопасности на флангах и в тылу.:p. 3 Командиру БТГ приходится общаться с прокси-войсками с помощью незащищённых и ненадёжных средств, таких как мобильные телефоны. По российскому законодательству призывники не могут служить в БТГ за пределами России, где эти подразделения комплектуются контрактниками. Ограниченный личный состав БТГ делает их менее приспособенными к участию в городских боях, чем бригада. Поскольку они получают личный состав и технику за счёт более крупного подразделения, их устойчивость в долгосрочных операциях также вызывает сомнения.:pp. 11–13